# Wiederverwertung
Wiederverwertung bezeichnet die Weiterverarbeitung von Sekundärrohstoffen, die als ‚Abfälle‘ bereits ein Verwertungsverfahren (z. B. Recycling) durchlaufen haben.
Wiederverwertung ist ein Kofferwort, das aus den Wörtern Wiederverwendung und Verwertung zusammengesetzt ist. Die Bezeichnung Wiederverwertung ist rechtlich nicht abschließend definiert, im deutschen Kreislaufwirtschaftsgesetz und dessen untergesetzlichen Verordnungen ist sie nicht in den jeweiligen Begriffsbestimmungen aufgeführt.
Die Technische Regel für Gefahrstoffe TRGS 517 definiert die Bezeichnung wie folgt:

„Wiederverwertung im Sinne dieser TRGS umfasst alle Tätigkeiten und Verfahren zur Weiterverarbeitung von wieder aufbereitetem Material zum Zwecke der Herstellung von Gemischen und Erzeugnissen. Wiederverwertung beginnt, sobald wieder aufbereitetes Material zur Herstellung neuer Gemische und Erzeugnisse aufgenommen wird. Wiederverwertung ist der Weiterverarbeitung im Sinne dieser TRGS gleichgesetzt.“